# Jordan Bone
Jordan Latham Bone (Tennessee, 5 de novembro de 1997) é um jogador profissional de basquete americano do Detroit Pistons da National Basketball Association (NBA), em um contrato de mão dupla com o Grand Rapids Drive da NBA G League.
Ele jogou basquete universitário na Universidade do Tennessee e foi selecionado pelo New Orleans Pelicans como a 57° escolha geral no Draft da NBA de 2019.

## Carreira na faculdade
Bone frequentou a The Ensworth School em Nashville, Tennessee, onde jogou pelo time de basquete. Ele foi classificado pela 247Sports como a 171ª perspectiva geral de sua classe.
Como calouro na Universidade do Tennessee, Bone obteve uma média de 7,2 pontos e 2,9 assistências e melhor suas médias em seu segundo ano para 7,3 pontos e 3,5 assistências.
Seu melhor ano foi o terceiro, onde Bone teve uma média de 13,5 pontos, 5,8 assistências e 3,2 rebotes. Ele ajudou a equipe a ter um recorde de 31-6 e a fazer uma aparição no Sweet 16 do Torneio da NCAA. No final da temporada, ele se declarou para o Draft da NBA de 2019.

## Carreira profissional
Bone foi selecionado pelo New Orleans Pelicans como a 57° escolha geral no Draft de 2019, que mais tarde o trocou para o Detroit Pistons.
Em 8 de julho de 2019, Bone assinou um contrato de mão dupla com os Pistons e o Grand Rapids Drive.

## Estatísticas

### Universitário
| Ano      | Time      | PJ | MPJ  | AP   | 3P   | LL   | RT  | AS  | BR | TO | PPJ  |
| -------- | --------- | -- | ---- | ---- | ---- | ---- | --- | --- | -- | -- | ---- |
| 2016–17  | Tennessee | 23 | 19.6 | .372 | .304 | .769 | 1.7 | 2.9 | .5 | 0  | 7.2  |
| 2017–18  | Tennessee | 35 | 23.1 | .391 | .380 | .821 | 2.1 | 3.5 | .7 | .1 | 7.3  |
| 2018–19  | Tennessee | 37 | 32.9 | .465 | .355 | .835 | 3.2 | 5.8 | .7 | .1 | 13.5 |
| Carreira | Carreira  | 95 | 26.1 | .424 | .353 | .817 | 2.4 | 4.3 | .7 | .1 | 9.7  |

Fonte: